# 本駒込站
本駒込站（日语：／ Hon-komagome eki */?）是位於日本東京都文京區向丘二丁目，屬於東京地下鐵南北線的鐵路車站。車站編號是N 13。

## 歷史
- 1996年（平成8年）3月26日：開業。
- 2004年（平成16年）4月1日：帝都高速度交通營團（營團地下鐵）民營化，本站由東京地下鐵接手經營。
- 2015年（平成27年）3月13日：南北線更換發車音樂[2]。

## 車站構造
本站是一地下車站，月台採島式月台1面2線設計。基於安全理由，月台安裝了月台幕門。
地面出入口共有3處。月台層與大廳層、大廳層與地面之間設有電梯。

### 月台配置
| 月台 | 路線   | 目的地                       | 備註                                                 |
| ---- | ------ | ---------------------------- | ---------------------------------------------------- |
| 1    | 南北線 | 王子、赤羽岩淵、浦和美園方向 | 赤羽岩淵站直通 埼玉高速鐵道線 （往浦和美園方向列車） |
| 2    | 南北線 | 白金高輪、目黑、日吉方向     | 目黑站直通 東急目黑線                                |

（來源：東京地下鐵:構內圖 （页面存档备份，存于））

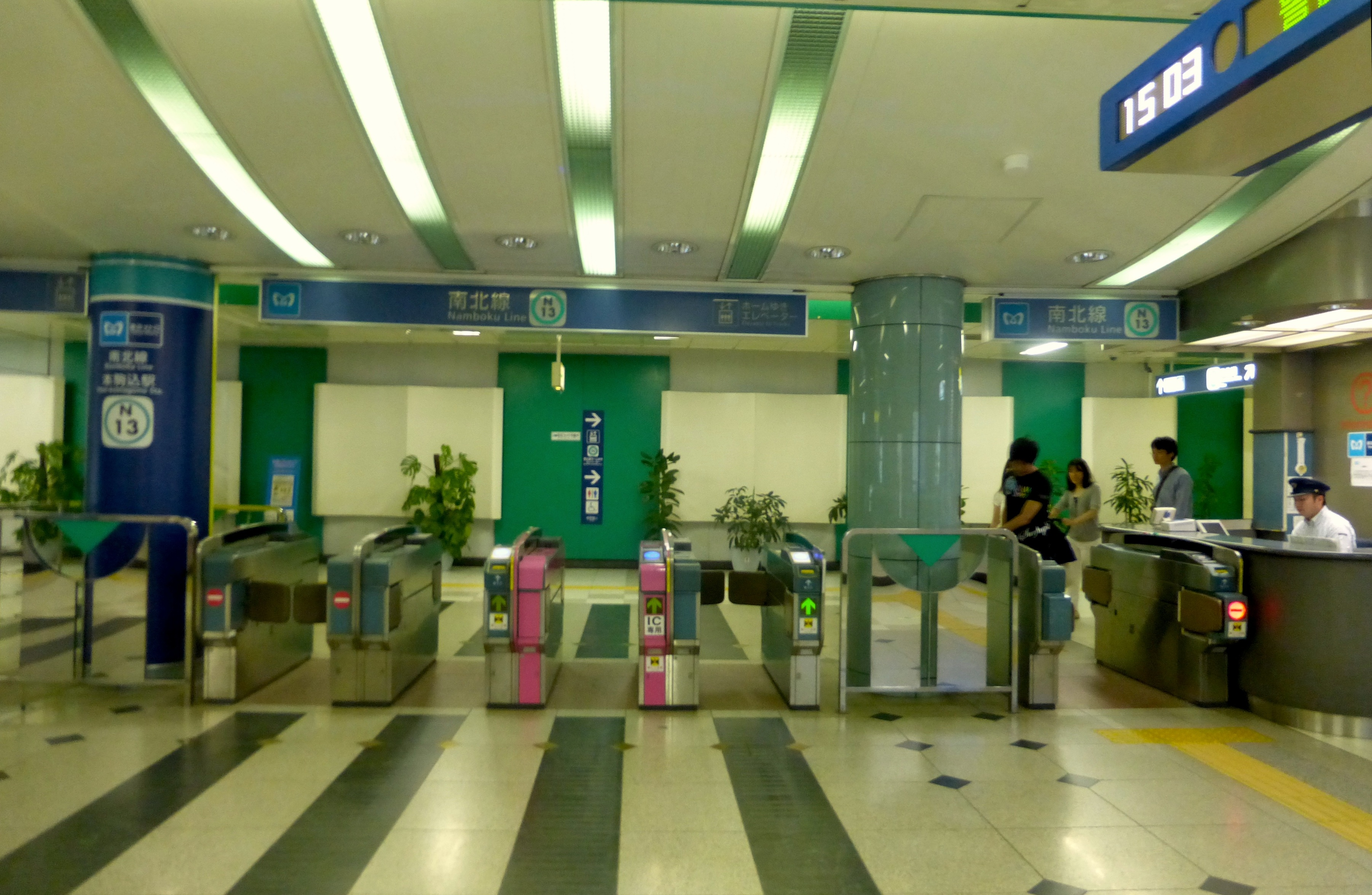
剪票口（2015年6月）
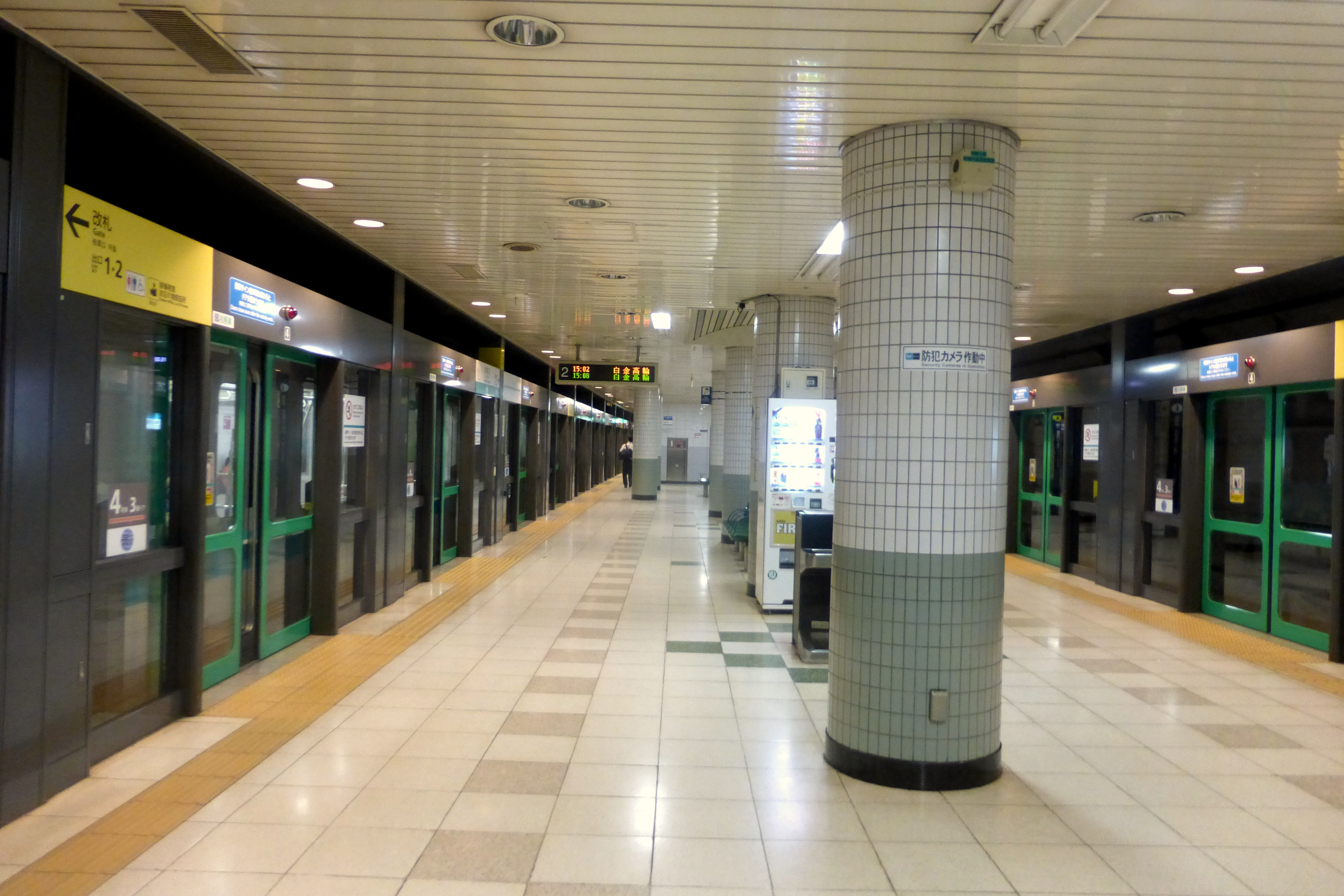
月台（2015年6月）

## 利用狀況
2017年度1日平均上下車人次為23,338人，在東京地下鐵全部130個車站當中排名第123位。
近年1日平均上下車、上車人次變化如下表。
| 年度               | 1日平均 上下車人次 | 1日平均 上車人次 | 來源     |
| ------------------ | ------------------ | ---------------- | -------- |
| 1995年（平成07年） | 5,529              | 2,833            | [ * 1 ]  |
| 1996年（平成08年） | 6,868              | 3,505            | [ * 2 ]  |
| 1997年（平成09年） | 9,250              | 4,826            | [ * 3 ]  |
| 1998年（平成10年） | 11,264             | 5,916            | [ * 4 ]  |
| 1999年（平成11年） | 12,495             | 6,426            | [ * 5 ]  |
| 2000年（平成12年） | 13,436             | 6,783            | [ * 6 ]  |
| 2001年（平成13年） | 15,165             | 7,419            | [ * 7 ]  |
| 2002年（平成14年） | 15,163             | 7,543            | [ * 8 ]  |
| 2003年（平成15年） | 15,709             | 7,820            | [ * 9 ]  |
| 2004年（平成16年） | 16,042             | 7,928            | [ * 10 ] |
| 2005年（平成17年） | 18,580             | 9,298            | [ * 11 ] |
| 2006年（平成18年） | 18,497             | 9,150            | [ * 12 ] |
| 2007年（平成19年） | 19,068             | 9,470            | [ * 13 ] |
| 2008年（平成20年） | 19,617             | 9,840            | [ * 14 ] |
| 2009年（平成21年） | 20,245             | 10,179           | [ * 15 ] |
| 2010年（平成22年） | 20,314             | 10,191           | [ * 16 ] |
| 2011年（平成23年） | 19,428             | 9,748            | [ * 17 ] |
| 2012年（平成24年） | 19,986             | 10,013           | [ * 18 ] |
| 2013年（平成25年） | 20,755             | 10,394           | [ * 19 ] |
| 2014年（平成26年） | 21,094             | 10,539           | [ * 20 ] |
| 2015年（平成27年） | 22,409             | 11,199           | [ * 21 ] |
| 2016年（平成28年） | 22,993             | 11,488           | [ * 22 ] |
| 2017年（平成29年） | 23,338             |                  |          |

## 車站周邊
本站所在的文京區本駒込與鄰站駒込站所在的豐島區駒込在江戶時代同屬「駒込」。1878年施行郡區町村編制法，駒込一部分劃入本鄉區，其他劃入北豐島郡，從此分屬兩個行政區。
周邊有東洋大學等學校，尖峰時刻有許多學生通勤。
- 白山站 - 都營地下鐵三田線，直線距離約250公尺。
- 東洋大學白山校區、白山第2校區
- 東洋大學京北中學、高等學校（日语：学校法人東洋大学）
- 東京都立向丘高等學校（日语：東京都立向丘高等学校）
- 駒込學園（日语：学校法人駒込学園）
- 郁文館學園（日语：学校法人郁文館学園）
- 京華學園（日语：学校法人京華学園）
- 文京區駒込地域活動中心
- 文京向丘二郵便局
- 本駒込郵便局
- 大聖山南谷寺（日语：南谷寺） - 天台宗寺院。目赤不動尊
- 諏訪山吉祥寺（日语：吉祥寺 (文京区)） - 駒澤大學前身旃檀林（日语：旃檀林）所在的曹洞宗寺院。
- 天昌山光源寺 - 淨土宗寺院。駒込大觀音
- 白山神社

## 巴士路線
- 本駒込三丁目
  - 都營巴士
    - <東43> 往荒川土手（經駒込醫院（日语：東京都立駒込病院）前、田端站前）
    - <東43> 往東京站丸之內北口（經本鄉三丁目站前、御茶之水站前）
- 吉祥寺前
  - 都營巴士
    - <茶51> 往駒込站南口
    - <茶51> 往御茶之水站前（經本鄉三丁目站前、神田明神）、往秋葉原站前（本鄉三丁目站前、御茶之水站前）
- 白山上
  - 都營巴士
    - <草63> 往淺草壽町（經西日暮里站前、三之輪站前）
    - <草63> 往池袋站東口（經巢鴨站前、西巢鴨）

## 相鄰車站
東京地下鐵
 南北線
東大前（N 12）－本駒込（N 13）－駒込（N 14）

## 資料來源
東京都統計年鑑
1. ↑  .   [2017-05-07]. （原始内容存档于2013-02-03）.
2. ↑  .   [2017-05-07]. （原始内容存档于2013-02-03）.
3. ↑  .   [2017-05-07]. （原始内容存档于2016-03-04）.
4. ↑  東京都統計年鑑（平成10年）PDF
5. ↑  東京都統計年鑑（平成11年）PDF
6. ↑  .   [2017-05-07]. （原始内容存档于2016-03-04）.
7. ↑  .   [2017-05-07]. （原始内容存档于2016-03-04）.
8. ↑  .   [2017-05-07]. （原始内容存档于2017-07-29）.
9. ↑  .   [2017-05-07]. （原始内容存档于2017-07-29）.
10. ↑  .   [2017-05-07]. （原始内容存档于2017-07-29）.
11. ↑  .   [2017-05-07]. （原始内容存档于2017-07-29）.
12. ↑  .   [2017-05-07]. （原始内容存档于2017-07-29）.
13. ↑  .   [2017-05-07]. （原始内容存档于2017-07-29）.
14. ↑  .   [2017-05-07]. （原始内容存档于2017-07-29）.
15. ↑  .   [2017-05-07]. （原始内容存档于2016-03-26）.
16. ↑  .   [2017-05-07]. （原始内容存档于2016-03-27）.
17. ↑  .   [2017-05-07]. （原始内容存档于2016-03-25）.
18. ↑  .   [2017-05-07]. （原始内容存档于2016-03-27）.
19. ↑  .   [2017-05-07]. （原始内容存档于2016-03-22）.
20. ↑  .   [2017-05-07]. （原始内容存档于2017-07-30）.
21. ↑  .   [2019-01-18]. （原始内容存档于2018-11-09）.
22. ↑  .   [2019-01-18]. （原始内容存档于2019-05-02）.

## 外部連結
- 本駒込/N13 | 路線・車站資訊 | 東京地下鐵